# Màrcia (dona de Septimi Sever)
Màrcia (en llatí Marcia) va ser una dama romana del segle ii. Formava part de la gens Màrcia, una antiga gens romana d'origen patrici.
Va ser la primera dona de Septimi Sever però no va arribar a ser emperadriu, ja que va morir abans de la pujada del seu marit al tron. Segurament va morir abans del 175, perquè en aquella data Sever es va casar amb Júlia Domna. Septimi Sever, qua va ser emperador, li va erigir algunes estàtues a la seva memòria.